# Falleron (Vendée)
Pour les articles homonymes, voir Falleron.
Falleron est une commune française située dans le département de la Vendée, en région Pays de la Loire.

## Géographie
Le territoire municipal de Falleron s'étend sur 2 906 hectares. L'altitude moyenne de la commune est de 54 mètres, avec des niveaux fluctuant entre 22 et 69 mètres,.
| Froidfond                    | Touvois (Loire-Atlantique) |                       |
|                              | Falleron                   | Grand'Landes          |
| Saint-Christophe-du-Ligneron |                            | Saint-Paul-Mont-Penit |

### Climat
Pour des articles plus généraux, voir Climat des Pays de la Loire et Climat de la Vendée.
En 2010, le climat de la commune est de type climat océanique franc, selon une étude du CNRS s'appuyant sur une série de données couvrant la période 1971-2000. En 2020, Météo-France publie une typologie des climats de la France métropolitaine dans laquelle la commune est exposée à un climat océanique et est dans la région climatique  Bretagne orientale et méridionale, Pays nantais, Vendée, caractérisée par une faible pluviométrie en été et une bonne insolation. 
Pour la période 1971-2000, la température annuelle moyenne est de 12,2 °C, avec une amplitude thermique annuelle de 13,5 °C. Le cumul annuel moyen de précipitations est de 857 mm, avec 12,3 jours de précipitations en janvier et 6,3 jours en juillet. Pour la période 1991-2020, la température moyenne annuelle observée sur la station météorologique de Météo-France la plus proche, sur la commune de Palluau à 11 km à vol d'oiseau, est de 12,6 °C et le cumul annuel moyen de précipitations est de 928,6 mm,. Pour l'avenir, les paramètres climatiques de la commune estimés pour 2050 selon différents scénarios d'émission de gaz à effet de serre sont consultables sur un site dédié publié par Météo-France en novembre 2022.

## Urbanisme

### Typologie
Au 1er janvier 2024, Falleron est catégorisée bourg rural, selon la nouvelle grille communale de densité à sept niveaux définie par l'Insee en 2022.
Elle est située hors unité urbaine. Par ailleurs la commune fait partie de l'aire d'attraction de Challans, dont elle est une commune de la couronne,. Cette aire, qui regroupe 12 communes, est catégorisée dans les aires de moins de 50 000 habitants,.

### Occupation des sols
L'occupation des sols de la commune, telle qu'elle ressort de la base de données européenne d’occupation biophysique des sols Corine Land Cover (CLC), est marquée par l'importance des territoires agricoles (95,5 % en 2018), une proportion sensiblement équivalente à celle de 1990 (96,3 %). La répartition détaillée en 2018 est la suivante : 
terres arables (56,7 %), zones agricoles hétérogènes (33 %), prairies (5,8 %), zones urbanisées (3,2 %), forêts (1,2 %), zones industrielles ou commerciales et réseaux de communication (0,1 %). L'évolution de l’occupation des sols de la commune et de ses infrastructures peut être observée sur les différentes représentations cartographiques du territoire : la carte de Cassini (XVIIIe siècle), la carte d'état-major (1820-1866) et les cartes ou photos aériennes de l'IGN pour la période actuelle (1950 à aujourd'hui).

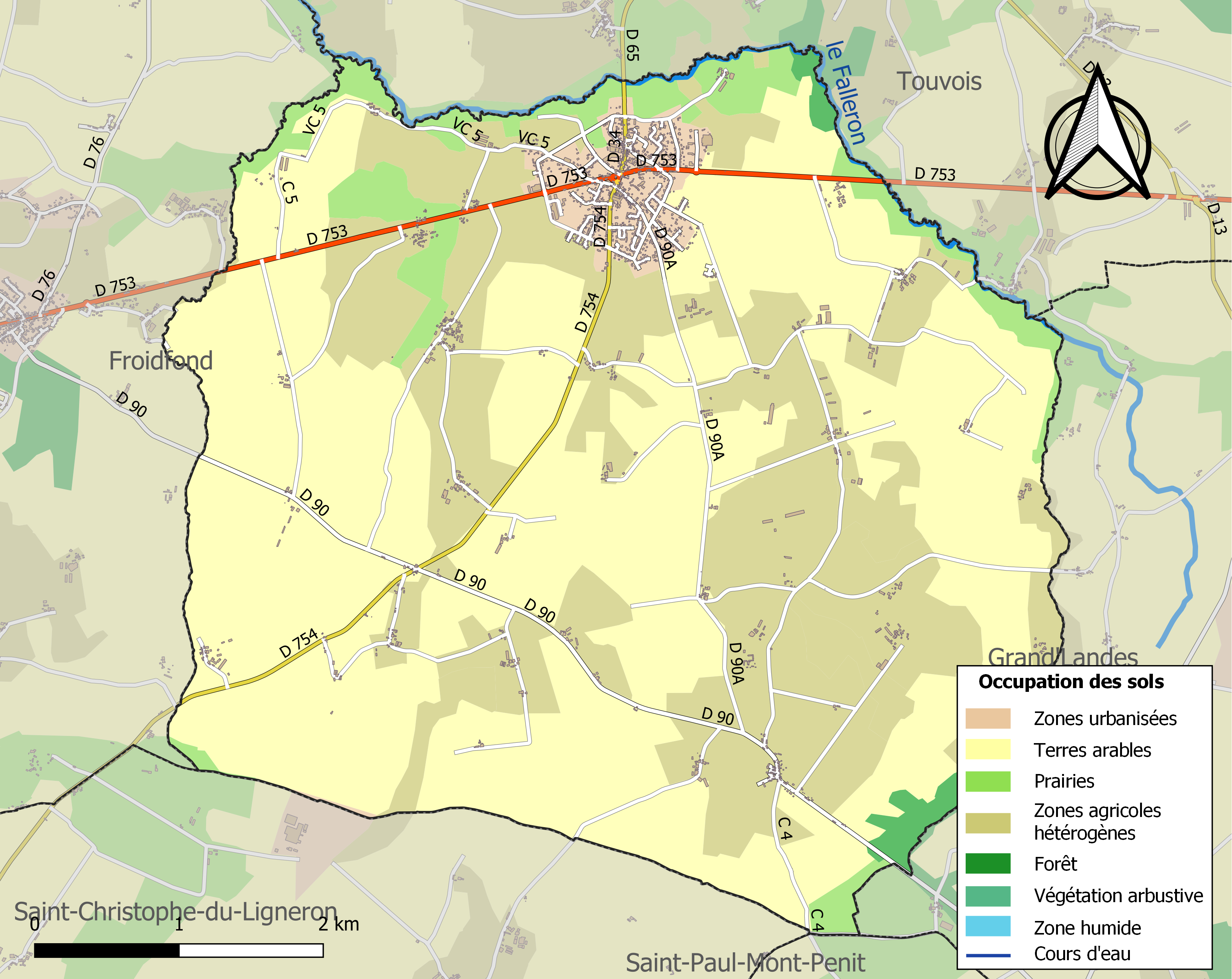
Carte des infrastructures et de l'occupation des sols de la commune en 2018 (CLC).

## Toponymie
Du nom d'homme latin Falerius et suffixe -onem.

## Histoire
Sur le territoire de la commune de Falleron se trouvait l'abbaye de Breuil Herbaud. Elle fut fondée avant 1130, sous l'invocation de Notre-Dame, et soumise à la règle de Saint-Benoît. Le Dictionnaire des familles du Poitou (art Thouars) parle d'une confirmation faite, en 1029, par Geoffroy, vicomte de Thouars, de la donation, en faveur du monastère de Saint-Cyprien de Poitiers, par Raoul Flamme et Raingarde, son épouse, de leur domaine de Breuil-Herbaud, pour y construire un bourg et une église. Cette abbaye, comme l'indique son nom, était située au milieu des bois. Dès l'an 1700, il n'y avait plus de moines
[réf. à confirmer].

## Héraldique
| Blason | Blasonnement : De sinople à la croix recercelée d'or, au chef ondé d'argent. |

## Politique et administration

### Liste des maires
| Période                                  | Période  | Identité      | Étiquette     | Qualité                          |
| ---------------------------------------- | -------- | ------------- | ------------- | -------------------------------- |
|                                          | 1998     | Yvon Robin    |               | meurt pendant son mandat en 1998 |
| 1998                                     | 2014     | René Bouron,  |               |                                  |
| 2014                                     | En cours | Gérard Tenaud | Divers droite | cadre en entreprise              |
| Les données manquantes sont à compléter. |          |               |               |                                  |

## Population et société

### Démographie

#### Évolution démographique
L'évolution du nombre d'habitants est connue à travers les recensements de la population effectués dans la commune depuis 1793. Pour les communes de moins de 10 000 habitants, une enquête de recensement portant sur toute la population est réalisée tous les cinq ans, les populations de référence des années intermédiaires étant quant à elles estimées par interpolation ou extrapolation. Pour la commune, le premier recensement exhaustif entrant dans le cadre du nouveau dispositif a été réalisé en 2004.

En 2022, la commune comptait 1 704 habitants, en évolution de +8,12 % par rapport à 2016 (Vendée : +5,33 %, France hors Mayotte : +2,11 %).
| 1793 | 1800 | 1806 | 1821 | 1831 | 1836 | 1841 | 1846 | 1851  |
| ---- | ---- | ---- | ---- | ---- | ---- | ---- | ---- | ----- |
| 700  | 485  | 603  | 895  | 835  | 855  | 872  | 948  | 1 005 |

| 1856  | 1861  | 1866  | 1872  | 1876  | 1881  | 1886  | 1891  | 1896  |
| ----- | ----- | ----- | ----- | ----- | ----- | ----- | ----- | ----- |
| 1 049 | 1 066 | 1 041 | 1 077 | 1 093 | 1 100 | 1 160 | 1 216 | 1 264 |

| 1901  | 1906  | 1911  | 1921  | 1926  | 1931  | 1936 | 1946 | 1954 |
| ----- | ----- | ----- | ----- | ----- | ----- | ---- | ---- | ---- |
| 1 246 | 1 281 | 1 241 | 1 127 | 1 077 | 1 025 | 975  | 940  | 913  |

| 1962 | 1968 | 1975 | 1982  | 1990  | 1999  | 2004  | 2006  | 2009  |
| ---- | ---- | ---- | ----- | ----- | ----- | ----- | ----- | ----- |
| 938  | 907  | 942  | 1 065 | 1 086 | 1 099 | 1 222 | 1 283 | 1 461 |

| 2014  | 2019  | 2022  | - | - | - | - | - | - |
| ----- | ----- | ----- | - | - | - | - | - | - |
| 1 535 | 1 637 | 1 704 | - | - | - | - | - | - |

#### Pyramide des âges
En 2018, le taux de personnes d'un âge inférieur à 30 ans s'élève à 36,1 %, soit au-dessus de la moyenne départementale (31,6 %). À l'inverse, le taux de personnes d'âge supérieur à 60 ans est de 24,7 % la même année, alors qu'il est de 31,0 % au niveau départemental.
En 2018, la commune comptait 818 hommes pour 799 femmes, soit un taux de 50,59 % d'hommes, légèrement supérieur au taux départemental (48,84 %).
Les pyramides des âges de la commune et du département s'établissent comme suit.
| Hommes | Classe d’âge | Femmes |
| ------ | ------------ | ------ |
| 0,4    | 90 ou +      | 1,6    |
| 4,5    | 75-89 ans    | 5,9    |
| 19,1   | 60-74 ans    | 17,9   |
| 19,2   | 45-59 ans    | 19,7   |
| 20,3   | 30-44 ans    | 19,4   |
| 15,3   | 15-29 ans    | 15,8   |
| 21,3   | 0-14 ans     | 19,7   |

| Hommes | Classe d’âge | Femmes |
| ------ | ------------ | ------ |
| 0,8    | 90 ou +      | 2,2    |
| 8,7    | 75-89 ans    | 11,1   |
| 20,3   | 60-74 ans    | 21,3   |
| 20     | 45-59 ans    | 19,4   |
| 17,5   | 30-44 ans    | 16,8   |
| 15     | 15-29 ans    | 13,2   |
| 17,7   | 0-14 ans     | 16,1   |

## Lieux et monuments
- Église Saint-Pierre.
- Ancienne abbaye bénéditine Notre-Dame de Breuil-Herbaud, fondée en 1130.

## Personnalités liées à la commune
- Benjamin Favreau (1915-1994), compagnon de la Libération, né à Falleron.
- René Bouron, maire.
- Jean-Guy Renou (1951-), fêteur de voix aux élections.